# Dire Dawa Stadium
Dire Dawa Stadium – wielofunkcyjny stadion w Dire Daua w Etiopii, na którym odbywają się głównie mecze piłkarskie. Domowe spotkania rozgrywa na nim zespół Dire Dawa City. Stadion ma pojemność 18 000 widzów. Obiekt był gospodarzem sześciu meczów w 1976 roku podczas Pucharu Narodów Afryki.